# The Kings of Summer
The Kings of Summer (bra: Os Reis do Verão) é filme de 2013 do gênero comédia dramática dirigido por Jordan Vogt-Roberts. O filme estreou no Festival de Sundance com o título original Toy's House em 19 de janeiro de 2013, e foi lançado pela CBS Films em um lançamento limitado em 31 de maio de 2013.

## Sinopse
Cansados de suas famílias disfuncionais, três adolescentes decidem sair de casa para construir uma casa na floresta.

## Elenco
- Nick Robinson - Joe Toy
- Gabriel Basso - Patrick Keenan
- Moisés Arias  - Biaggio
- Erin Moriarty - Kelly
- Nick Offerman - Frank Toy
- Alison Brie   - Heather Toy
- Megan Mullally    - Sra Keenan
- Marc Evan Jackson - Sr. Keenan
- Eugene Cordero    - Colin
- Tony Hale     - passageiro no ônibus

## Recepção
No agregador de críticas Rotten Tomatoes, que categoriza as opiniões apenas como positivas ou negativas, o filme tem um índice de aprovação de 75% calculado com base em 118 comentários dos críticos que é seguido do consenso: "Graças a performances encantadoras e espírito cativante não convencional, The Kings of Summer prova ser uma entrada leve e doce no gênero superlotado de amadurecimento."
Já no agregador Metacritic, com base em 33 opiniões de críticos que escrevem para a imprensa tradicional, o filme tem uma média ponderada de 61 entre 100, com a indicação de "revisões geralmente favoráveis."
Sheila O'Malley, do Chicago Tribune disse que "há muito aqui para admirar, mas a impressão geral é de um filme que não tem a coragem de suas convicções." Após o lançamento do filme em agosto de 2013 no Reino Unido, Mike McCahill do The Guardian disse que "se David Gordon Green tivesse feito Son of Rambow, poderia ter se parecido com isto: um ensolarado e razoavelmente engraçado filme do gênero amadurecimento"; ele concluiu "o histórico do diretor em curtas on-line se manifesta em uma ocasional e pesada montagem, e o ato de encerramento amplamente convencional não consegue manter o ritmo das risadas, mas há muitos negócios calorosos e louvamente loucos ao longo do caminho."